# 東郷池
東郷池（とうごういけ）は、鳥取県東伯郡湯梨浜町にある周囲12kmほどの汽水湖である。東郷湖ともいう。

## 概要

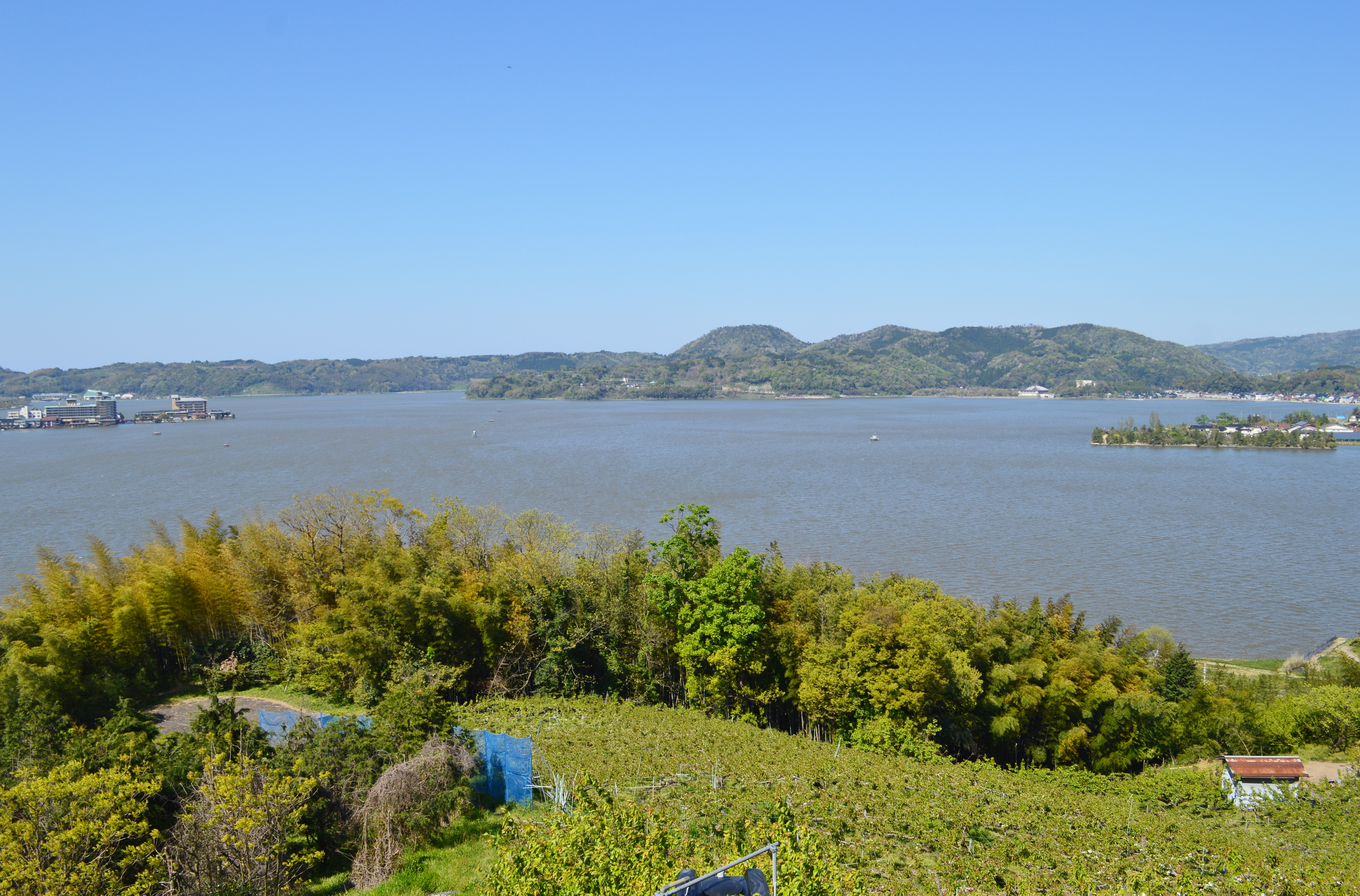
南方の北山古墳から望む。

長さ2kmほどの橋津川を通じて日本海につながっており、シジミが獲れる。池の中央付近の湖底からは温泉が湧くという全国でも珍しい池であり、湖畔にははわい温泉と東郷温泉がある。また、冬には池から湯気が立つ神秘的な風景も見られることがある。
古くは入江であり、砂の堆積により海と隔てられて潟湖になったと考えられている。北側の海との間にある丘陵・馬ノ山には馬ノ山（橋津）古墳群があり、当地の港を支配した豪族のものといわれる。鎌倉時代の正嘉2年（1258年）に描かれた東郷荘下地中分絵図にはほぼ現在のものと同じ様子が描かれている。また、現在日本海に直接流れ込んでいる天神川は江戸時代の河川改修までは橋津川に合流していた。一説に古くは東郷池に直接流れ込んでいたという。
周辺には伯耆一宮の倭文神社、羽衣石城跡、東郷湖羽合臨海公園、鉢伏山、中国庭園燕趙園などがある。展望台は湯梨浜町宮内の出雲山展望台と同町白石の鉢伏山展望台などが知られており、標高の高い鉢伏山からは池全体を一望することができる。

## 交通
- 山陰本線松崎駅下車すぐ、または倉吉駅からバス10分。
- 山陰自動車道はわいインターチェンジから車で5分弱。

## 湖畔の名所・施設
- 燕趙園
- 東郷温泉
  - ゆアシス東郷龍鳳閣
- はわい温泉
- 東郷湖羽合臨海公園
- あやめ池スポーツセンター